# Alarmanlæg
 For alternative betydninger, se Alarm. (Se også artikler, som begynder med Alarm)
Alarmanlæg eller alarmsystemer er typisk elektroniske systemer, der reagerer på røg (brandalarm) eller andre stimuli med henblik på sikring.
Anlæggene kan være tilsluttede et alarmselskab eller gå direkte til politi eller brandvæsen.

## Tyverialarm
En tyverialarm er betegnelsen for en en mekanisme, der udløser en alarm ved påvirkning. Ordet tyverialarm er misvisende, da mange typer alarmer kan anvendes både til at forhindre indbrud, såvel som udbrud (fra f.eks. et fængsel eller for at forhindre butikstyveri). 
I moderne tid dækker ordet tyverialarm oftes over en elektronisk detektor, der udløser en alarm ved f.eks. bevægelse, magnetisk- eller termisk påvirkning. Brug af dyr som alarm-redskab har også været – og bliver stadig – brugt, som f.eks. vagthunde og gæs.

## Brandalarm
En brandalarm reagerer typisk på røg eller varme, men der findes også modeller, der kan alarmere, hvis dens sensor afbrydes. Ligesom alarmen vil blive aktiveret, hvis et sprinkleranlæg sættes i gang.
Mange af disse automatiske anlæg er i Danmark tilsluttede et redningsberedskab, der vil foretage udrykning i det alarmen aktiveres. Uheldigvis er en række af disse anlæg enten for følsomme eller man glemmer at frakoble dem ved besøg af f.eks. håndværkere, hvilket resulterer i en del forgæves alarmer. Således var blot 14,3 % af udrykningerne i 2005 til denne type alarmer reelle.